# Eirik Wichne
Eirik Wichne, né le 12 mai 1997 à Oslo en Norvège, est un footballeur norvégien, qui évolue au poste d'arrière droit au Sarpsborg 08 FF.

## Biographie

### Débuts professionnels
Né à Oslo en Norvège, Eirik Wichne est formé par le Mandalskameratene avant de rejoindre en janvier 2015 l'IK Start. 
Il fait ses débuts en professionnel le 13 mars 2016, à l'occasion de la première journée de la saison 2016 du championnat de Norvège contre le Lillestrøm SK. Il est titularisé et les deux équipes se neutralisent (1-1). Il inscrit son premier but le 27 avril 2016, lors d'une rencontre de coupe de Norvège face à l'IF Fram Larvik (en). Il est titulaire et son équipe s'impose par trois buts à zéro ce jour-là. Le club termine dernier du championnat cette saison-là et est donc relégué en deuxième division.

### Sarpsborg 08 FF
Le 26 décembre 2020, le Sarpsborg 08 FF annonce le transfert d'Eirik Wichne en provenance de l'IK Start. Le joueur s'engage librement pour un contrat de trois ans.
Il inscrit son premier but pour Sarpsborg le 28 novembre 2021, lors d'une rencontre de championnat face au Mjøndalen IF. Il est titularisé ce jour-là et son équipe l'emporte par trois buts à un.
Le 5 mai 2024, Wichne donne la victoire à son équipe en étant le seul buteur du match, lors d'une rencontre de championnat face au Lillestrøm SK.